# Numéro d'identification national
Un numéro d’identification national est un nombre utilisé par un gouvernement pour identifier de façon unique au sein du pays l’ensemble des citoyens, les résidents permanents et temporaires à des fins administratives concernant des domaines comme le travail, les impôts, la santé, etc. Ce numéro figure parfois sur une carte délivrée par le gouvernement, comme une carte d'identité par exemple.

## Italie
Le terme italien Codice fiscale a été traduit en français par Code fiscal pour la région autonome Vallée d'Aoste, où les deux langues sont officielles (régime de bilinguisme).